# 울산 두산위브더제니스
울산 두산위브더제니스(영어: Ulsan We've The Zenith)는 대한민국 울산광역시 남구 신정동에 위치한 초고층 아파트이다. 2005년에 이 아파트를 지을 계획이었다. 이후 2006년에 조감도가 공개되고 분양이 끝난 뒤 2007년에 착공하여 2010년 2월에 완공·입주하였다. 2개의 동으로 구성되어 있으며 7층까지는 상가, 규모는 278세대이다.

## 역사
이 아파트를 지을 계획은 2005년부터 있었다. 2006년 울산광역시 신정동에 지상 48층 두산위브 더 제니스를 분양한다. 지상 48층 ~ 지하 6층 2개동으로 구성되는 주상복합 아파트다. 2007년 착공에 들어갔고 태화강변의 랜드마크는 울산의 자부심으로 올라간다고 한다. 2008년에는 쌍둥이 타워로 랜드마크를 도전한다. 2009년에는 공사가 마무리되었고 2010년 2월 완공 및 입주했다.

## 높이
101동과 102동의 층수와 높이는 비슷하다. 지상 48층, 지하 6층, 높이는 182m로 구성되어 있다. 울산에서 3~4번째로 높은 건물이다. 완공 당시 울산에서 가장 높은 건물이 되었다. 울산 이안 태화강 엑소디움(54층, 201m)이 완공되기 전까지는 울산에서 가장 높았다. 그 아파트는 2010년 3월 개장 후 울산에서 가장 높은 건물이 되었다.

## 특징
아파트는 278세대, 오피스텔 52실이 있다. 아파트는 278가구로 44평형 31가구, 46평A 68가구, 46평B 31가구, 55평 130가구, 70평 14가구, 94평 4가구로 구성됐다. 오피스텔은 모두 52가구로 35평 4가구, 42평 8가구, 47평 8가구, 49평 32가구다. 차음구조로 시공해 생활소음이 적다. 강변 조망이 가능하다. 난방방식은 개별난방, 도시가스다. 아파트 주차대수는 582대(세대당 2.09대), 오피스텔 주차대수는 108대(세대당 2.07대)다.

## 내부 시설
울산 두산위브더제니스의 내부 시설이다.
| 층수                | 용도        |
| ------------------- | ----------- |
| 30층 ~ 48층         | 아파트      |
| 29층                | -           |
| 10층 ~ 28층         | 아파트      |
| 9층                 | -           |
| 5층 ~ 8층           | 오피스텔    |
| 2층 ~ 4층           | 상업시설 등 |
| 1층                 | 로비        |
| 지하 6층 ~ 지하 1층 | 지하주차장  |

## 같이 보기
- 대한민국의 마천루 목록
- 울산광역시의 마천루 목록